# Ebine Yamaji
Ebine Yamaji (やまじえびね) is een Japanse mangaka wier werken lesbische verhalen vertellen. Enkele bekende titels zijn Indigo Blue, waarin een jonge schrijfster haar seksualiteit ontdekt, Free Soul en Love My Life. Verscheidene van haar werken werden gepubliceerd in de josei magazines Feel Young (uitgegeven door Shodensha) en de failliet verklaarde Young You. Een deel van haar oeuvre werden vertaald naar het Frans (Asuka édition) en het Italiaans (Kappa Edizioni).
Yamaji's debuutwerk was het kortverhaal Sankakukei no dessert. Deze werd in november 1984 uitgegeven door het magazine Monthly LaLa.
In januari 2007 werd Love My Life verfilmd.

## Oeuvre
- Free Soul (2004, 1 volume)
- Sweet Lovin' Baby (2003, 1 volume)
- Yoru o Koeru (2003, 1 volume)
- Indigo Blue (2002, 1 volume)
- Love My Life (2001, 1 volume)
- MAHOKO (1998, 1 volume)
- Otenki to Issho (1996–2002, 3 volumes)

- Bibliothèque nationale de France: cb14577926w (data)
- CiNii: DA20039202
- International Standard Name Identifier: 0000 0000 0138 9610
- Library of Congress Control Number: no2024076664
- Bibliotheek van het Japanse parlement: 00415612
- Système universitaire de documentation: 12739611X
- Virtual International Authority File: 71638883